# Lormes
Lormes är en kommun i departementet Nièvre i regionen Bourgogne-Franche-Comté i de centrala delarna av Frankrike. Kommunen ligger i kantonen Lormes som tillhör arrondissementet Clamecy. År 2022 hade Lormes 1 259 invånare.

## Befolkningsutveckling
Antalet invånare i kommunen Lormes
| Referens: INSEE |